# لیدی میس کیئر

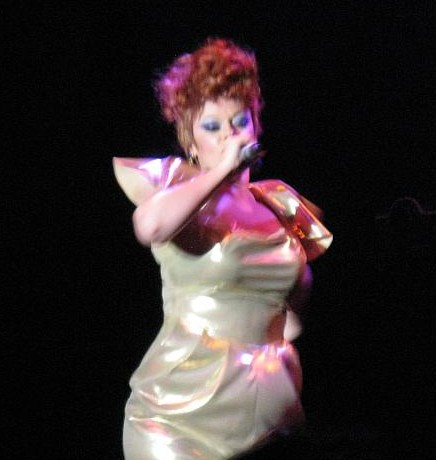
لیدی میس کیئر

لیدی میس کیِر (انگلیسی: Lady Miss Kier؛ زادهٔ ۱۵ اوت ۱۹۶۳) خواننده، دی‌جی و مدل اهل ایالات متحده آمریکا است.